# مايك باترسون (لاعب كرة قاعدة)
مايك باترسون (بالإنجليزية: Mike Patterson)‏ هو لاعب كرة قاعدة أمريكي، ولد في 26 يناير 1958 في سانتا مونيكا في الولايات المتحدة.

## وصلات خارجية
- مايك باترسون على موقع الدوري الياباني لكرة القاعدة (الإنجليزية)
- مايك باترسون على موقعبيزبول رفرنس.كوم (الدوري الرئيسي) (الإنجليزية)
- مايك باترسون على موقعبيزبول رفرنس.كوم (الدوري الثانوي) (الإنجليزية)
- مايك باترسون على موقع إي إس بي إن.كوم (أم.أل.بي) (الإنجليزية)
- مايك باترسون على موقع مشجعي الرسوم البيانية (الإنجليزية)